# Bjelajci (Bośnia i Hercegowina)
Bjelajci (cyr. Бјелајци) – wieś w Bośni i Hercegowinie, w Republice Serbskiej, w gminie Kozarska Dubica. W 2013 roku liczyła 109 mieszkańców.